# Lee Strasberg

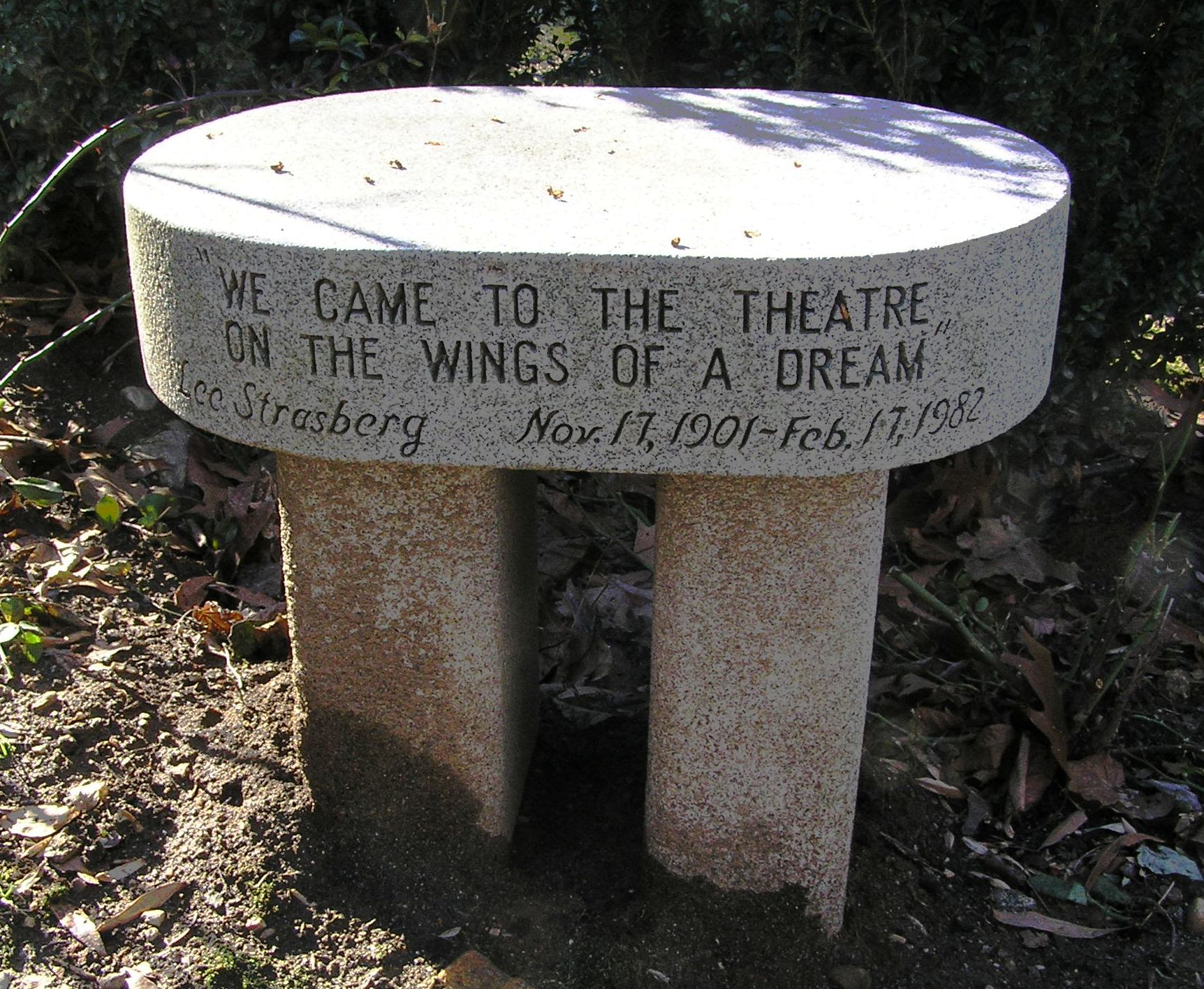
Lee Strasbergs Grab

Lee Strasberg (* 17. November 1901 in Budzanów, Galizien als Israel Strassberg; † 17. Februar 1982 in New York City) war ein US-amerikanischer Theaterregisseur, bedeutender Schauspiellehrer und Schauspieler. Er gilt als Begründer des Method Actings.

## Leben
Strasberg kam in dem Schtetl Budzanów im damals zu Österreich-Ungarn gehörenden Osten Galiziens (heute Budaniw im Westen der Ukraine) als Sohn von Baruch Meyer Strassberg und Chaia Dina zur Welt. Er hatte drei Geschwister. 1909 emigrierte die Familie nach New York. Er besuchte dort die jüdische High School. 1920 wurde er eingeladen, der Schauspielgruppe Students of Arts and Drama beizutreten. 1923 sah Strasberg Aufführungen von Konstantin Stanislawskis Moskauer Künstlertheater während dessen Tournee durch die USA und war tief beeindruckt. Im Folgejahr begann er eine Schauspielausbildung bei zwei der Moskauer Schauspieler, Richard Boleslawski und Maria Uspenskaya, am American Laboratory Theatre in New York.
1931 gründete er zusammen mit Harold Clurman und Cheryl Crawford das legendäre Group Theatre. Für das Stück Men in White, bei dem er 1933 Regie führte, erhielt die Theatergruppe den Pulitzer-Preis. 1936 war er der Regisseur von Johnny Johnson, einem der ersten in den USA produzierten Antikriegsstücke. Kurze Zeit später wurde er US-amerikanischer Staatsbürger. 1948 übernahm Strasberg als Intendant die künstlerische Leitung des New Yorker Actors Studio, die er bis zu seinem Tod innehatte. 1969 gründeten Lee Strasberg und Jack Garfein das Lee Strasberg Theatre and Film Institute mit Niederlassungen in New York und Los Angeles, mit dem Ziel, die schauspielerische Methode des Method Acting zu unterrichten. Sein Schüler Eli Rill brachte Strasbergs Methode 1964 auch ins kanadische Toronto.

## Method Acting
Strasberg entwickelte das Method Acting, das die Natürlichkeit und Intensität der schauspielerischen Darstellung steigern sollte, indem der Schauspieler mit Hilfe eines von ihm entwickelten Instrumentariums die Rolle in sich selbst findet und mit ihr verschmilzt. Berühmte Schüler Strasbergs sind u. a. James Dean, Marlon Brando, Rod Steiger, Dustin Hoffman, Paul Newman, Harvey Keitel, Robert De Niro, Marcheline Bertrand, Dennis Hopper und Al Pacino. Auch Marilyn Monroe und Nico besuchten das Actors Studio, waren aber keine Mitglieder.
Auch nach seinem Tod wird das Method Acting vielerorts als erfolgreiche Methode erachtet, ein Höchstmaß an Identifikation des Schauspielers mit der darzustellenden Rollenfigur zu erreichen. Es wird nach wie vor am Actors Studio gelehrt. Auch nachfolgende Schauspielergenerationen und so bekannte Vertreter wie Johnny Depp, Angelina Jolie, Jack Nicholson und Anthony Hopkins machen sich die Methode für ihre Rollenarbeiten zu eigen. Andererseits waren Strasberg und seine Methode auch umstritten. Das geht unter anderem aus den Erinnerungen Arthur Millers hervor. Der Dramatiker, in zweiter Ehe mit Marilyn Monroe verheiratet, neigte dazu, den Studiochef für einen Scharlatan zu halten. Er führt auch Elia Kazans Vorwurf an, Strasberg mache die ihm folgenden Schauspieler abhängig, statt sie auf eigene Beine zu stellen. Dafür sorgte im Fall Monroe, wie Miller befürchtete, Strasbergs Frau Paula an den jeweiligen Drehorten des Filmstars. „Ohne Paula war sie (Marilyn) verloren.“
Strasberg wirkte auch selbst als Darsteller in einigen Filmen mit, so z. B. in der Rolle des Hyman Roth im zweiten Teil von Coppolas Pate-Trilogie. Für diese Leistungen erhielt er Nominierungen für den Oscar und den Golden Globe Award.

## Familie
Strasberg war dreimal verheiratet, zuerst mit Nora Krecaun von 1926 bis zu ihrem Tod im Jahre 1929. Die Ehe mit der Schauspielerin Paula Miller begann 1934 und dauerte bis 1966, als sie an Krebs starb. Miller arbeitete im Actors Studio als Lehrerin und betreute etwa Marilyn Monroe. Lee und Paula Strasberg waren die Eltern der Schauspielerin Susan Strasberg und des Schauspiellehrers John Strasberg (* 1941). Seine dritte Frau war Anna Mizrahi, die Mutter seiner zwei jüngsten Kinder.

## Filmografie
- 1937: Feuer über Irland (Parnell)
- 1953: Geheimdienst im Dschungel (China Venture)
- 1974: Der Pate – Teil II (The Godfather Part II)
- 1976: Treffpunkt Todesbrücke (The Cassandra Crossing)
- 1978: The Last Tenant (Fernsehfilm)
- 1979: … und Gerechtigkeit für alle (…And Justice for All)
- 1979: Promenade am Strand (Boardwalk)
- 1979: Die Rentner-Gang (Going In Style)
- 1981: Kreuz der Gewalt (Skokie, Fernsehfilm)

## Schriften
- Lee Strasberg / Wolfgang Wermelskirch (Hrsg.): Schauspielen und das Training des Schauspielers. 2. Auflage. Alexander Verlag, Berlin 1994, ISBN 3-923854-87-0.